# ألبرت رودس
ألبرت رودس (9 أبريل 1889 في المملكة المتحدة - 10 مارس 1970 في المملكة المتحدة) (بالإنجليزية: Albert Rhodes)‏ هو لاعب كريكت بريطاني (وحمل سابقاً جنسية المملكة المتحدة لبريطانيا العظمى وأيرلندا). لعب مع نادي مقاطعة لانكشر للكريكت ‏.

## وصلات خارجية
- ألبرت رودس على موقع إي آس بي آن كريك إنفو (الإنجليزية)